# Chai Muengsingh
Chai Muengsingh (ชาย เมืองสิงห์) (Singburi, 24 ottobre 1939) è un cantante e attore thailandese.

## Discografia
- Miea Phee Mee Choo (เมียพี่มีชู้)
- Malai Dok Rak (มาลัยดอกรัก)[4]
- Tam Ruad Krab (ตำรวจครับ)
- Tham Boon Ruam Chad (ทำบุญร่วมชาติ)
- Pee Pai Lai Wan (พี่ไปหลายวัน)
- Phoe Luk Oon (พ่อลูกอ่อน)
- Sib Ha Yok Yok (สิบห้าหยกๆ)
- Luk Sao Krai Noe (ลูกสาวใครหนอ)
- Mae Sue Mae Chak (แม่สื่อแม่ชัก)
- Ruea Lom Nai Nong (เรือล่มในหนอง)
- Kha Khab Prik (กาคาบพริก)
- Yik Kaem Yok (หยิกแกมหยอก)